# 王希元
王希元（1534年—？），字啟善，號白岳，湖廣黃州府蘄水縣人，軍籍，明朝政治人物。

## 生平
隆慶四年（1570年）庚午科湖廣鄉試第五十六名舉人。隆慶五年（1571年）中式辛未科會試第三百五十一名，三甲第十三名進士。刑部觀政，授南京太常寺博士，萬曆三年（1575年）七月选授吏科给事中，四年正月升云南按察司佥事，六年九月升江西右参议，分守湖东，七年九月升福建提学副使，十一年二月升江西南昌道右参政，十三年十一月被福建巡抚沈人种弹劾其曾经为前崇安知县朱璉亲自撰写碑文，以卑謟削籍。

## 家族
曾祖王厚；祖父王中正，知縣；父王承芳，前母陳氏，母汪氏。慈侍下。